# Alphonse Martin
Pour les articles homonymes, voir Martin.
Alphonse Martin, né le 18 février 1884 à Trois-Rivières au Québec et mort le 6 juin 1947 à Montréal, est un musicien, organiste, pianiste et professeur de musique québécois.

## Biographie
Alphonse Martin étudia le piano et l'orgue à Montréal avec Lévis Dussault. 
Par la suite, il enseigna durant de nombreuses années la musique au Conservatoire national de Montréal. Parmi ses élèves, certains devinrent célèbres, notamment Hector Gratton et Rodolphe Mathieu. 
Il a été l'organiste de l'église Sainte Mary's à Montréal. Sa femme, Corinne Boisvert, était également organiste et professeur de musique. Ils participèrent ensemble à des concerts publics à travers le Canada. Le couple a eu plusieurs filles qui firent des carrières musicales comme musiciennes et professeures, notamment les pianistes Gilberte Martin, Marcelle Martin et Magdeleine Martin, et la violoncelliste Raymonde Martin. 
Alphonse Martin est décédé à Montréal le 6 juin 1947.